# Haeundae
Haeundae (hangul: 해운대; hanja: 海雲臺) ou (Brasil: Tsunami: A Fúria do Oceano ) é um filme de drama catastrófico sul-coreano, realizado por Yoon Je-kyoon. O filme estrelou Sol Kyung-gu, Ha Ji-won, Park Joong-hoon e Uhm Jung-hwa.

## Elenco
- Sol Kyung-gu como Choi Man-sik
- Ha Ji-won como Kang Yeon-hee
- Park Joong-hoon como Kim Hwi
- Uhm Jung-hwa como Lee Yoo-jin
- Lee Min-ki como Choi Hyeong-sik
- Kang Ye-won como Kim Hee-mi
- Kim In-kwon como Oh Dong-choon
- Chun Bo-geun como Seung-hyun
- Kim Yoo-jung como Ji-min
- Na Moon-hee como Gim Hee-jin

## Produção
O filme foi produzido pelos estúdios Doosaboo Film e CJ Entertainment. Realizado por Yoon Je-kyoon, o filme foi financiado pela CJ Entertainment com um orçamento estimado de 10–15 milhões de dólares. No dia 18 de agosto de 2008, as filmagens foram iniciadas nas praias de Busan, na Coreia do Sul e posteriormente foram enviadas aos Estados Unidos para os efeitos especiais serem criados. Em 17 de dezembro de 2008, as filmagens aconteceram em São Francisco. Os efeitos especiais foram produzidos pela empresa norte-americana Polygon Entertainment.

## Lançamento
O filme foi exibido nos seguintes países: Brasil, Hong Kong, Índia, Indonésia, Japão, Malásia, Filipinas, Singapura, Tailândia, Vietname, República Checa, Alemanha, Hungria, Reino Unido, Austrália e Turquia. O filme foi lançado na Coreia do Sul em 22 de julho de 2009. Em 20 de setembro de 2009, Haeundae recebeu um total de 11,301,649 admissões nos cinemas sul-coreanos. No Reino Unido, o filme foi lançado em DVD sob o título de Tidal Wave em 12 de outubro de 2009, pela Entertainment One.